# Congrès UNEF-ID de 1984

## Le contexte
Peu avant son Congrès de 1984, l' UNEF-ID a participé, de son côté, au Mouvement contre la Réforme Savary des universités de 1983.

## Le congrès
Pour le congrès de 1984, la Tendance plus rejoint la majorité. Dès lors, le résultat du congrès ne pose pas de problème. La majorité obtient 91 % des mandats. Le reste, 9 %, revenant à la « Mino » regroupant la LEAS et les autogestionnaires (ex SARS) dont s'est d'ailleurs le chant du cygne. Mais l'année 1984 c'est surtout celle du départ d'une génération, les deux anciens présidents des syndicats fondateurs de l'UNEF-ID, Jean-Christophe Cambadélis pour l'UNEF-US et Julien Dray pour le MAS quittent le syndicalisme étudiant. Jean-Christophe Cambadélis est alors remplacé par son vice-président, Marc Rozenblat à la tête de l'UNEF-ID.

## Passage de la tendance majoritaire au PS
En février 1986, c'est au tour de Marc Rozenblat de quitter l'UNEF-ID. Il est remplacé par un proche Philippe Darriulat. Ce dernier arrive juste assez tôt pour organiser le passage d'une bonne partie des militants de la majorité du Parti communiste internationaliste (PCI) au Parti Socialiste. Cette opération difficile a longuement été préparée, en secret, par Jean-Christophe Cambadélis et ses proches, notamment ses deux successeurs à la tête de l'UNEF-ID. Mais si environ 400 militants suivent Jean-Christophe Cambadélis et Philippe Darriulat, dont une bonne part d'étudiant, tous n'acceptent pas le changement. Certains AGE restent dans l'orbite du PCI, notamment Nantes, Tours, Metz et Besançon.

## Sources et références
Presse écrite, notamment Le Monde et le journal de l’UNEF-ID, Étudiant de France dont les premiers numéros sont consultables sur le site du Conservatoire de la mémoire étudiante.
Souvenirs d’anciens militants, notamment, Olivier Rey et Pascal Cherki